# 快意速成輸入法
快意速成輸入法是由香港人李長基於1996年所創製的，是一種結合速成輸入法和簡單粵語拼音的形音類中文輸入法。快意速成的創製定位是優化現有的速成輸入法，提升中文輸入效率，增加輸入法的可用性。

## 網站鏡像
由於網站管理人員已經長時間疏於管理，導致到網站中的程式下載連結失效，有網友為了搶救文化違產，已經複製了網站的第一層鏡像，包括6.0繁體版本安裝程式，避免網站消失。

## 版本演進
- 2001年，在香港發表快意速成2001A和快意速成2001B兩個版本。兩個版本均適用於繁體中文視窗95/98/ME/XP/2000/NT4.0，收錄常用的繁體字。但快意速成2001B比快意速成2001A多收錄了香港政府製定的香港字。
- 2005年，發表快意速成2005版本。該版本適用於繁體中文視窗XP/2000/NT4.0，收錄常用的繁體字、簡體字和香港字。
- 2007年，發表快意速成輸入法6.0標準版的繁體系統和簡體系統兩個版本。繁體系統版本適用於繁體中文或英文視窗XP/2000/2003/NT4.0，而簡體系統版本適用於簡體中文或英文視窗XP/2000/2003/NT4.0。繁簡兩個版本均有收錄統一碼字符集的繁體字、簡體字、香港字和日韓漢字。

## 外部連結
- 快意速成輸入法 （页面存档备份，存于）